# Solo (zeilboot)

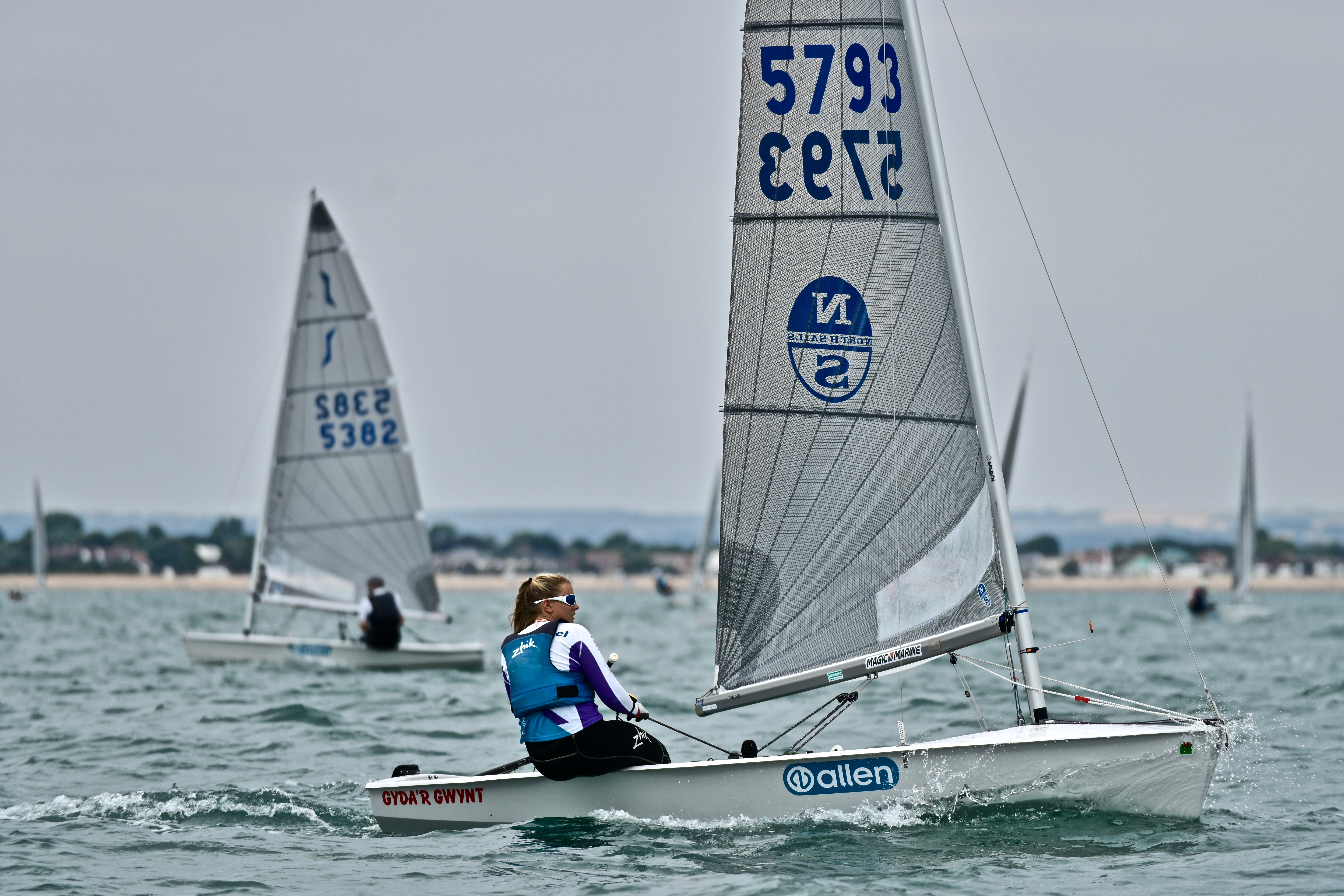
Een eenmansboot uit de Soloklasse

De Solo is een door het Watersportverbond erkende eenheidsklasse, ontworpen in 1956 door Jack Holt (die onder andere ook de Cadet, Mirror en Hornet ontwierp) in opdracht van het Engelse blad Yachting World. Deze zeilklasse betreft een 1-persoons wedstrijdboot die tegenwoordig gezien wordt als 'de moderne klassieker'.
Zoals de meeste ontwerpen die geschikt moesten zijn voor zelfbouw heeft ook de Solo een knikspantromp, een dubbele in dit geval, gemaakt van hechthout. Tegenwoordig worden er ook rompen van polyester gemaakt en ook zogenaamde composietrompen (kunststof romp, houten dek). Hoewel de meeste Solo's van hout zijn (hout epoxy bouw, dus onderhoudsarm) zijn er in Engeland en Duitsland ook Foam/Epoxy boten te koop welke de competitie met de houten boten aankunnen en bijna geen onderhoud meer behoeven.
Karakteristiek voor de Solo zijn, naast het stompe puntje, de naar binnen hellende en enigszins hol gevormde zijdekken die bijzonder prettig zijn voor het zit- en hangcomfort. Verder is er een grote vrijheid in vele trimmogelijkheden om het doorgelatte, gestaagde zeil de optimale vorm te geven. Hoewel een eenheidsklasse is er niet één Solo qua bootinrichting identiek aan een ander. De Solo kenmerkt zich door een lange levensduur. Het knikspant ontwerp garandeert een grote stijfheid waardoor ook oudere Solo's competitief blijven. De ONK's van 1999, 2001 en 2002 werden gewonnen met boten van twintig jaar oud.
Qua maatvoering zit de Solo tussen de Splash en Europe aan de ene kant, en de Finnjol en Olympiajol aan de andere kant. Vergelijkbaar met de Laser en de OK-jol dus. Voordeel ten opzichte van de Laser en OK-jol zijn met name het grotere comfort door de grote kuip (de vaste luchtkasten bevinden zich onder de zijdekken en het voordek), de uitgebreide trimmogelijkheden door de gestaagde mast en keuze in type en samenstelling van de tuigage (vlak zeil/bol zeil, buigzame/stijve mast) waardoor zeilers met lichaamsgewichten van 60 tot 100 kilo competitief met elkaar kunnen zeilen.